# Rotonda (architettura)

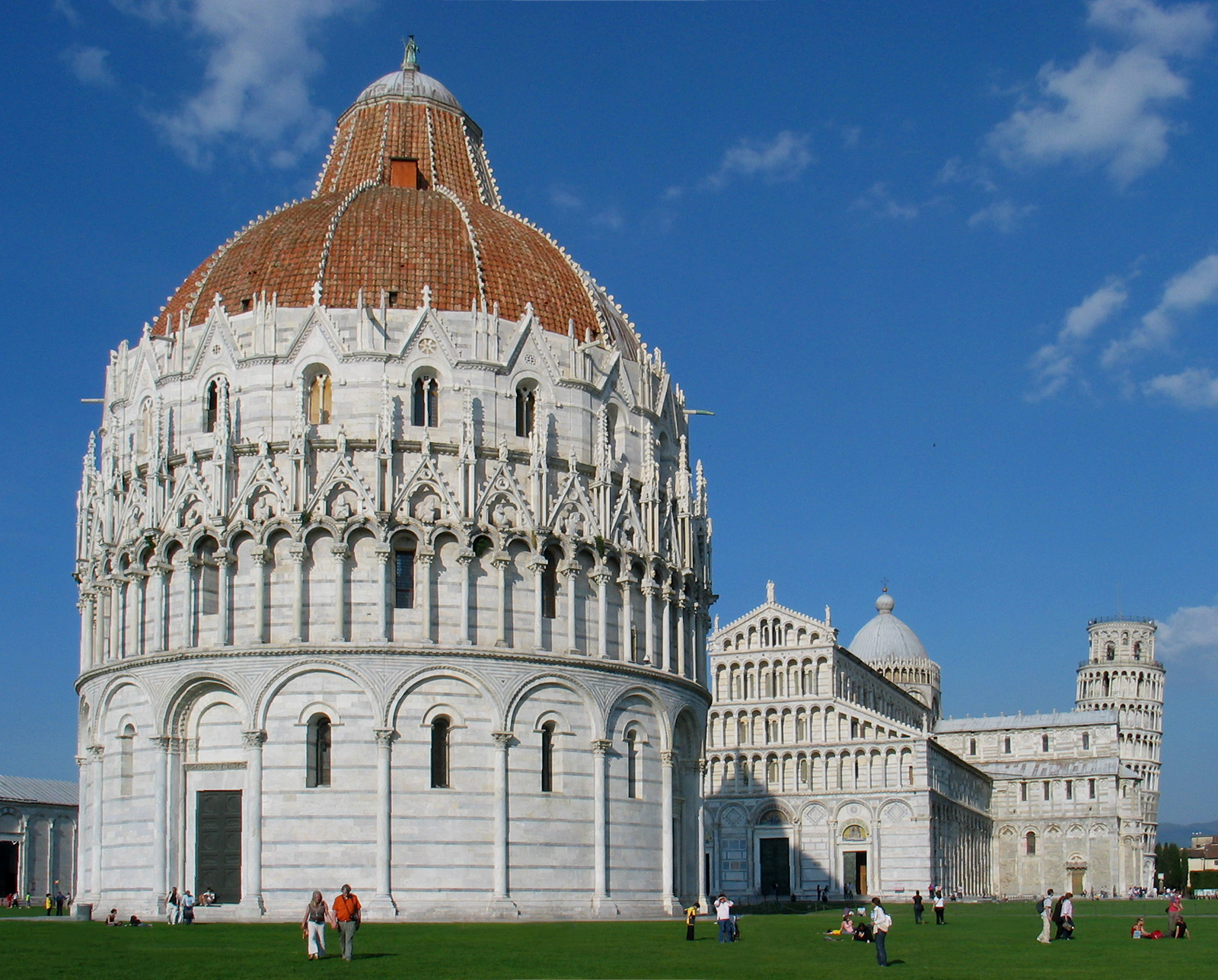
Il battistero in piazza del Duomo, a Pisa, è una famosa rotonda

Una rotonda è, in architettura, un edificio a base circolare coperto da una cupola, risultando essere un caso particolare degli edifici a pianta centrale.
La definizione può anche riferirsi ad una stanza rotonda all'interno di un edificio.
Talvolta il termine "rotonda" viene utilizzato anche per edifici con pianta centrale, ma non circolare, con cupola: è il caso di Villa Almerico Capra di Andrea Palladio (Vicenza), comunemente chiamata "La Rotonda", che presenta una pianta quadrata con al centro una grande aula circolare ricoperta da una cupola.
Un padiglione può essere una rotonda, in quanto è spesso a pianta circolare con cupola.

## Storia

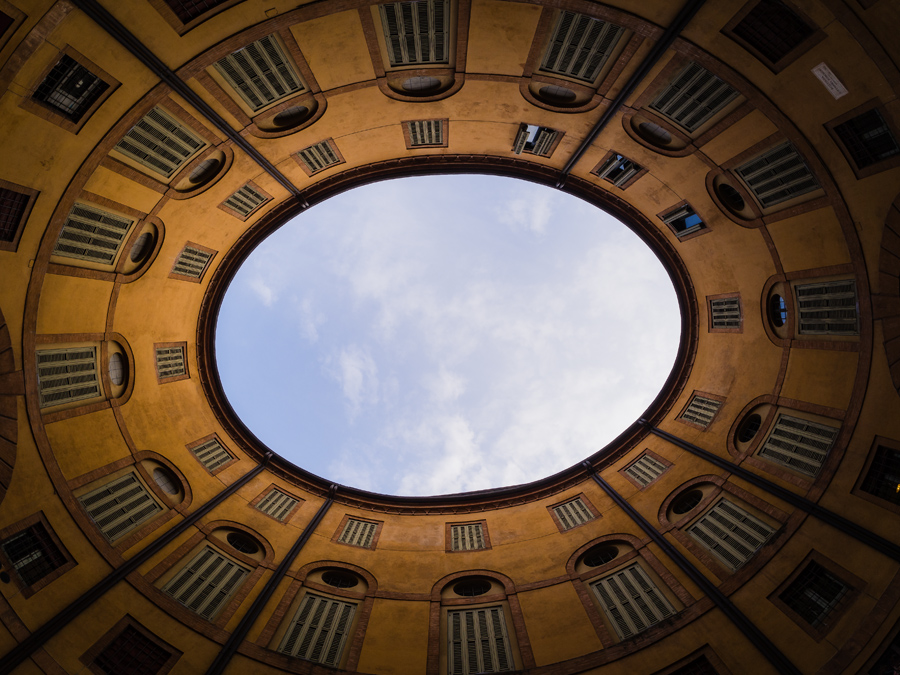
La "Rotonda Foschini", a pianta ovale, corte interna del Teatro Comunale di Ferrara

La tipologia della rotonda fu utilizzata nell'architettura romana, soprattutto per monumenti funebri come il Mausoleo di Cecilia Metella, ninfei come quello degli Horti Liciniani (cosiddetto tempio di Minerva Medica), ma anche per edifici templari come il tempio di Vesta, anche se l'esempio più famoso è il Pantheon.
Nel periodo paleocristiano la tipologia trovò una certa diffusione, probabilmente sull'esempio della rotonda dell'Anastasis sorta su presunto luogo della resurrezione di Cristo ed integrata nella basilica del Santo Sepolcro a Gerusalemme che, per il suo grande prestigio, rappresentò un modello duraturo per l'architettura occidentale, fino a tutto il medioevo.
Tra gli esempi presenti a Roma vi sono il mausoleo di Santa Costanza e Santo Stefano Rotondo.
Anche l'architettura romanica continuò ad utilizzare la rotonda per battisteri ed edifici religiosi minori. Una particolare diffusione si ritrova per esempio in Lombardia.
Il modello della rotonda nell'architettura rinascimentale è il tempietto di San Pietro in Montorio che influenzerà realizzazioni fino all'epoca neoclassica.

## Chiese circolari

Il Duomo vecchio o Rotonda di Brescia

Le chiese rotonde, o circolari, sono gli edifici di culto cristiano a pianta circolare.
La forma che ne risulta è, conseguentemente, cilindrica, spesso mascherata, però, da un rivestimento poligonale, di norma ottagonale.
L'origine architettonica pare essere la basilica della Anastasis («resurrezione») di Gerusalemme, che conteneva i resti della grotta che l'imperatrice Elena e il vescovo Macario avevano identificato come luogo di sepoltura di Gesù, oggi inserita nella grande Basilica del Santo Sepolcro.

### Esempi
Tra le chiese a pianta circolare, si possono ricordare:
- la chiesa di Santa Maria della Rotonda a Catania, di incerta datazione;
- la chiesa di San Michele Arcangelo, a Perugia, con pianta originale del V secolo;
- la basilica di Santo Stefano Rotondo al Celio, a Roma, del V secolo;
- il Duomo vecchio, a Brescia, del secolo X;
- la chiesa di San Giovanni al Sepolcro, a Brindisi, del secolo XI;
- la rotonda di San Lorenzo, a Mantova, del secolo XI-XII;
- la rotonda della Madonna del Monte, sul colle dell'Osservanza a Bologna, del secolo XII;
- la chiesa del Santo Sepolcro, a Pisa, del XII secolo;
- la chiesa di San Pietro in Consavia, ad Asti, del secolo XII;
- la rotonda di San Tomè, ad Almenno San Bartolomeo, della prima metà del XII secolo;
- la cappella di San Galgano a Montesiepi, in località Montesiepi a Chiusdino, del secolo XII;
- il santuario di Santa Maria delle Grazie, a Fornò, del secolo XV;
- la chiesa di San Bernardo alle Terme, a Roma, del secolo XVI;
- la chiesa della Beata Vergine del Soccorso, a Rovigo, del secolo XVI-XVII.